# Bruçó
Bruçó es una freguesia portuguesa del municipio de Mogadouro, distrito de Braganza, con una superficie de 31,54 km² y 211 habitantes (2011).  Su densidad de población es de 6,7 h/km².

## Fiestas anuales
- Divino Espíritu Santo (día de Pentecostés)
- Santa Bárbara (tercer fin de semana de agosto)
- Festa dos Velhos (25 de diciembre)